# 九氧化四碘
九氧化四碘是化学式 I4O9的碘的氧化物。

## 制备
九氧化四碘可以由臭氧和碘在−78 °C的四氯化碳下反应而成：
{\displaystyle {\ce {2I2 + 9O3 -> I4O9 + 9O2}}}
它也可以由碘酸和磷酸加热反应而成：
{\displaystyle {\ce {8 HIO3 -> 2 I4O9 + 4 H2O + O2}}}

## 性质
九氧化四碘是浅黄色易潮解的固体，75 °C下分解：
{\displaystyle {\ce {4 I4O9 -> 6 I2O5 + 2 I2 + 3 O2}}}
和四氧化二碘一样，九氧化四碘中含有I(III)和I(V)，在碱性环境下歧化成碘酸盐和碘化物：
{\displaystyle {\ce {3 I4O9 + 12 OH- -> I- + 11 IO3- + 6 H2O}}}.
它和水反应会生成碘：
{\displaystyle {\ce {4I4O9 + 9H2O -> 18HIO3 + I2}}}